# أكيهيسأ إيكيدا
أكيهيسأ إيكيدا (باليابانية: 池田晃久؛ بالكانا: いけだ あきひさ) هو مانغاكا ياباني، ولد في 25 أكتوبر 1976 في نيتشينان في اليابان.

## وصلات خارجية
- أكيهيسأ إيكيدا على موقع ANN person (الإنجليزية)

- الموقع الرسمي